# Mì kéo

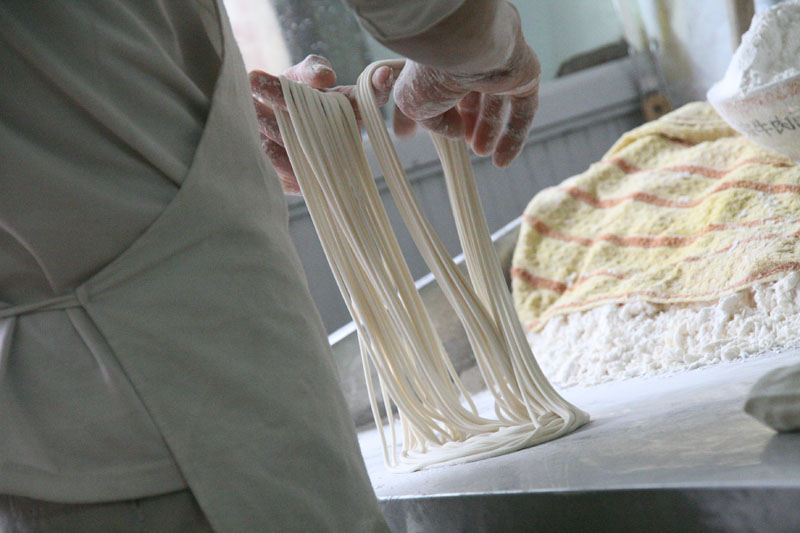
Quá trình làm ra mì kéo

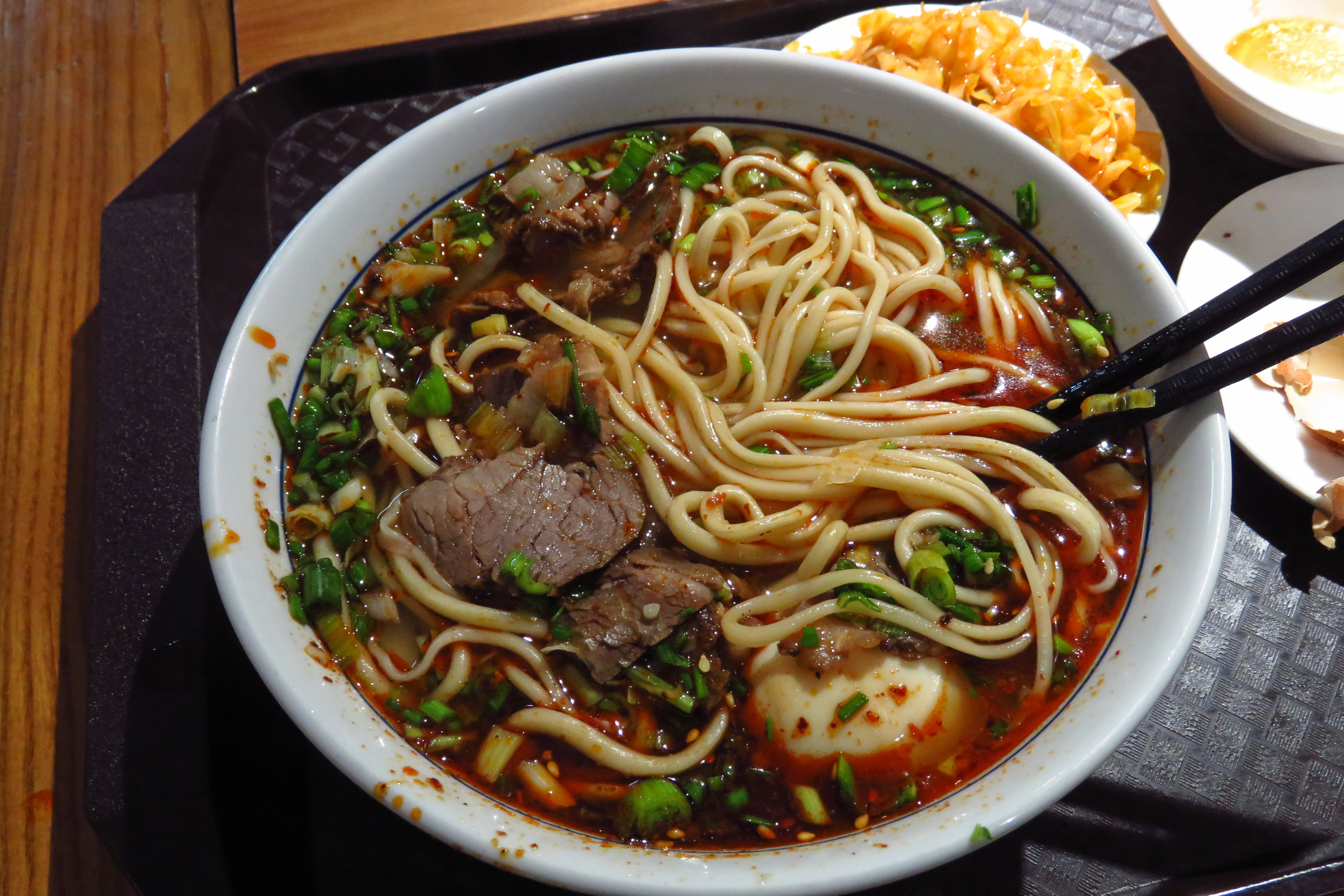
Một tô mì kéo sợi thành phẩm của món mì bò Lan Châu

Mì kéo hay mì kéo sợi (tiếng Trung Quốc: 拉麵/ bính âm: Lamian (lạp miến)) là một loại mì sợi Trung Quốc. Mì kéo được tạo ra bằng cách xoắn, kéo dài và gấp bột thành sợi, sử dụng trọng lượng của bột, theo truyền thống thì chúng được làm bằng tay và sử dụng ở dạng mì tươi. Chiều dài và độ dày của các sợi mì phụ thuộc vào số lần bột được gấp lại. Phương pháp làm mì độc đáo này có nguồn gốc từ Trung Quốc. Những thư tịch cổ từ năm 1504, có mô tả sớm nhất về phương pháp tạo ra mì kéo sợi này.

## Tổng quan
Quá trình làm bằng tay bao gồm lấy và nhào một cục bột và liên tục kéo dài nó để tạo ra nhiều sợi mì mỏng và dài. Có một số kiểu xoắn bột nhưng tất cả đều sử dụng cùng một khái niệm: một miếng bột được nhồi đi nhồi lại và tự gấp lại để sắp xếp bột và làm nóng bột để kéo dài. Sau đó, nó được lăn ra đến độ dày hoàn toàn khả thi và cắt thành các phần. Phần cuối của bột bắt đầu không bao giờ được sử dụng vì kết cấu glutens không được xếp thẳng hàng như phần giữa.
Bột này sau đó được kéo đến khoảng một sải tay. Người kéo sau đó tạo một vòng lặp với bột, nối hai đầu thành một khối bột và chèn các ngón tay của mình vào vòng lặp để giữ cho sợi không bị dính vào chính nó. Làm điều này, lực kéo đã tăng gấp đôi chiều dài của bột trong khi phân đoạn độ dày của nó. Quá trình này được lặp lại nhiều lần cho đến khi đạt được độ dày và số lượng mong muốn. Một số người kéo nhúng các sợi vào bột giữa các giai đoạn kéo dài để giữ chúng tách biệt. Khi bột được sử dụng, thường có một cú tát mì cuối cùng vào bảng chuẩn bị để loại bỏ bột thừa, cũng đôi khi được rấy lên bụi bột để chống dính.